# Huttendorf
Huttendorf es una localidad y  comuna francesa situada en el departamento de Bajo Rin, en la región de Alsacia. Tiene una población de 445 habitantes (según censo de 1999) y una densidad de 101 h/km².

## Demografía
| 295 | 324 | 303 | 381 | 433 | 445 | 421 |
| Para los censos de 1962 a 1999 la población legal corresponde a la población sin duplicidades (Fuente: INSEE [Consultar]) |     |     |     |     |     |     |

### Localidades hermanadas
- Dauchingen, Baden-Wurtemberg,  Alemania